# William Woollett
Pour les articles homonymes, voir Woollett.
William Woollett, né le 15 août 1735 à Maidstone et mort le 23 mai 1785 à Londres, est un graveur britannique.
Rendu célèbre par son estampe The Destruction of the Children of Niobe (1761) commandée par John Boydell, Woollett a été graveur du roi George III et considéré comme le meilleur graveur de son époque en Angleterre.

## Biographie
William Woollett naît à Maidstone le 15 août 1735. Son père, d'origine hollandaise, est un habilleur de lin. Après avoir gagné à la loterie un prix de 5 000 £, il rachète un pub appelé Turk's Head (« Tête de Turc »). C'est dans cet établissement que Woollett prend conscience de la carrière qui s'offre à lui : après avoir gravé la tête de Turc sur un pot d'étain, son père l'envoie à Londres suivre une formation de graveur.
William Woollett devient ainsi l'apprenti de John Tinney de Fleet Street, et a également étudié à la St Martin's Lane Academy.
Sa première estampe importante est The Destruction of the Children of Niobe (1761), une gravure d'interprétation d'après le tableau éponyme de Richard Wilson. C'est une commande de l'éditeur John Boydell, qui souhaite en faire l'étendard de la gravure britannique pour pouvoir exporter en France et sur le continent européen. L'estampe est un grand succès, et Boydell atteint son objectif. Woollett touche la somme de 155 £, ce qui est exceptionnel pour un graveur.
Woollett avait déjà gravé avec succès le tableau de 1663 de Claude Lorrain Le Père de Psyché sacrifiant au Temple d'Apollon pour Boydell en 1760.
Ses deux autres estampes les plus réussies sont Death of Wolfe et Battle off Cape La Hogue, toutes les deux d'après Benjamin West. William Woollett est considéré le meilleur graveur de l'Angleterre de son époque.
En 1766, Woollett est reçu à l'Incorporated Society of Artists, dont il devint par la suite secrétaire, et ce jusqu'en 1973. Le 27 novembre 1775, il est nommé graveur du roi George III,. Woollett vit pendant de nombreuses années au 11 Green Street, Leicester Square, puis à Charlotte Street, Katlibono Place. Il aurait eu l'habitude de tirer un coup de canon depuis le toit de sa maison quand il avait terminé une plaque importante.
William Woollett meurt à Londres le 23 mai 1785, des suites d'une blessure subie quelques années auparavant alors qu'il jouait aux Dutch Pins,. Il est enterré dans le vieux cimetière de St. Puncraa, une pierre tombale ordinaire marquant son lieu de repos.

## Œuvre
En 1872, Constant Leber fait l'état des lieux des écoles de gravure occidentales et décrit la gravure anglaise ainsi :

« Dans le cours du XVIIe siècle, on y compte à peine trois ou quatre burinistes qui ne se distinguent guère des graveurs du second ordre de toute autre origine. C'est la manière noire, inventée par un Allemand, mais portée en Angleterre au plus haut degré de perfection, que la gravure anglaise a pris un caractère national. Après les Faithorne, les Smith et Richard Earlom, qui sont les aigles du mezzo-tinto, il n'y a plus à citer que deux burinistes célèbres, Guillaume Woollett et Robert Strange. On y ajoute Sherwin, qui a fait aussi preuve de talent au même titre ; mais ces rares célébrités appartiennent toutes au siècle dernier. »

Dans son Dictionary (1903), Michael Bryan lui donne une place toute particulière dans l'histoire de la gravure :

« Par une union intelligente de la pointe et du burin, il a porté la gravure du paysage à une perfection inconnue avant son temps, et encore inégalée. Ses premiers plans sont aussi profonds et vigoureux que ses distances sont tendres et délicates. Dans ses gravures exquises de Richard Wilson, il a imprimé sur le cuivre l'esprit et les sentiments mêmes de ce peintre classique. Le talent de Woollett ne se limite cependant pas au paysage ; il a gravé des sujets historiques et des portraits avec un succès égal. »

Œuvres les plus notables, selon Bryan :